# العلاقات المغربية الجيبوتية
العلاقات المغربية الجيبوتية هي العلاقات الثنائية التي تجمع بين المغرب وجيبوتي.

## مقارنة بين البلدين
هذه مقارنة عامة ومرجعية للدولتين:
| وجه المقارنة                                              | المغرب                                 | جيبوتي                    |
| --------------------------------------------------------- | -------------------------------------- | ------------------------- |
| المساحة (كم2)                                             | 710.85 ألف                             | 23.20 ألف                 |
| عدد السكان (نسمة)                                         | 36.07 مليون                            | 956.99 ألف                |
| الكثافة السكانية (ن./كم²)                                 | 50.74                                  | 41.25                     |
| العاصمة                                                   | الرباط                                 | جيبوتي                    |
| اللغة الرسمية                                             | اللغة العربية، أمازيغية معيارية مغربية | لغة فرنسية، اللغة العربية |
| العملة                                                    | درهم مغربي                             | فرنك جيبوتي               |
| الناتج المحلي الإجمالي (بليون دولار)                      | 109.14 مليار                           | 1.84 مليار                |
| الناتج المحلي الإجمالي (تعادل القوة الشرائية) بليون دولار | 274.06 مليار                           | 3.10 مليار                |
| الناتج المحلي الإجمالي الاسمي للفرد دولار أمريكي          | 2.88 ألف                               | 1.95 ألف                  |
| الناتج المحلي الإجمالي للفرد دولار أمريكي                 | 7.49 ألف                               | 3.27 ألف                  |
| مؤشر التنمية البشرية                                      | 0.628                                  | 0.470                     |
| رمز المكالمات الدولي                                      | +212                                   | +253                      |
| رمز الإنترنت                                              | .ma                                    | .dj                       |
| المنطقة الزمنية                                           | ت ع م+01:00                            | ت ع م+03:00               |

## مدن متوأمة
في ما يلي قائمة باتفاقيات التوأمة بين مدن مغربية وجيبوتية:
- ترتبط آسفي مع علي صبيح باتفاقية توأمة.

## منظمات دولية مشتركة
يشترك البلدان في عضوية مجموعة من المنظمات الدولية، منها:
| علم المنظمة | اسم المنظمة                                 | تاريخ انضمام المغرب | تاريخ انضمام جيبوتي |
| ----------- | ------------------------------------------- | ------------------- | ------------------- |
|             | وكالة ضمان الاستثمار متعدد الأطراف          | 17 سبتمبر 1992      | 12 يناير 2007       |
|             | منظمة التعاون الإسلامي                      | 25 سبتمبر 1969      | ?                   |
|             | منظمة الشرطة الجنائية الدولية               | ?                   | ?                   |
|             | منظمة حظر الأسلحة الكيميائية                | ?                   | ?                   |
|             | منظمة التجارة العالمية                      | 1995                | ?                   |
|             | الأمم المتحدة                               | 12 نوفمبر 1956      | 20 سبتمبر 1977      |
|             | الاتحاد الأفريقي                            | ?                   | ?                   |
|             | صندوق النقد العربي                          | ?                   | ?                   |
|             | مؤسسة التمويل الدولية                       | 30 أغسطس 1962       | 1 أكتوبر 1980       |
|             | يونسكو                                      | 7 نوفمبر 1956       | 31 أغسطس 1989       |
|             | مؤسسة التنمية الدولية                       | 29 ديسمبر 1960      | 1 أكتوبر 1980       |
|             | الاتحاد الدولي للاتصالات                    | 1 نوفمبر 1956       | 22 نوفمبر 1977      |
|             | البنك الإفريقي للتنمية                      | ?                   | ?                   |
|             | الصندوق العربي للإنماء الاقتصادي والاجتماعي | ?                   | ?                   |
|             | جامعة الدول العربية                         | 1 أكتوبر 1958       | 4 سبتمبر 1977       |
|             | البنك الدولي للإنشاء والتعمير               | 25 أبريل 1958       | 1 أكتوبر 1980       |
|             | الاتحاد البريدي العالمي                     | ?                   | ?                   |

## وصلات خارجية
- موقع وزارة الخارجية المغربية